# Loxoreticulatum fallax
Loxoreticulatum fallax is een mosselkreeftjessoort uit de familie van de Cytheruridae. De wetenschappelijke naam van de soort is voor het eerst geldig gepubliceerd in 1908 door Müller.